# Club Futbol Juneda
El Club Futbol Juneda (CF Juneda) és un club de futbol de la vila de Juneda, fundat l'any 1918. Actualment competeix a la Segona Catalana (Grup 5), i des de l'any 1964, juga els seus partits al Camp Municipal d'Esports de la vila de Juneda. Els seus colors són samarreta vermella, pantalons blau i mitges vermelles. El futbol base del club és l'Escola de Futbol Intercomarcal, fundada la temporada 2002-2003, que uneix recursos humans i econòmics de quatre clubs: CF Juneda, CF Artesa de Lleida, CF Puigvertenc i CA Torregrossa.

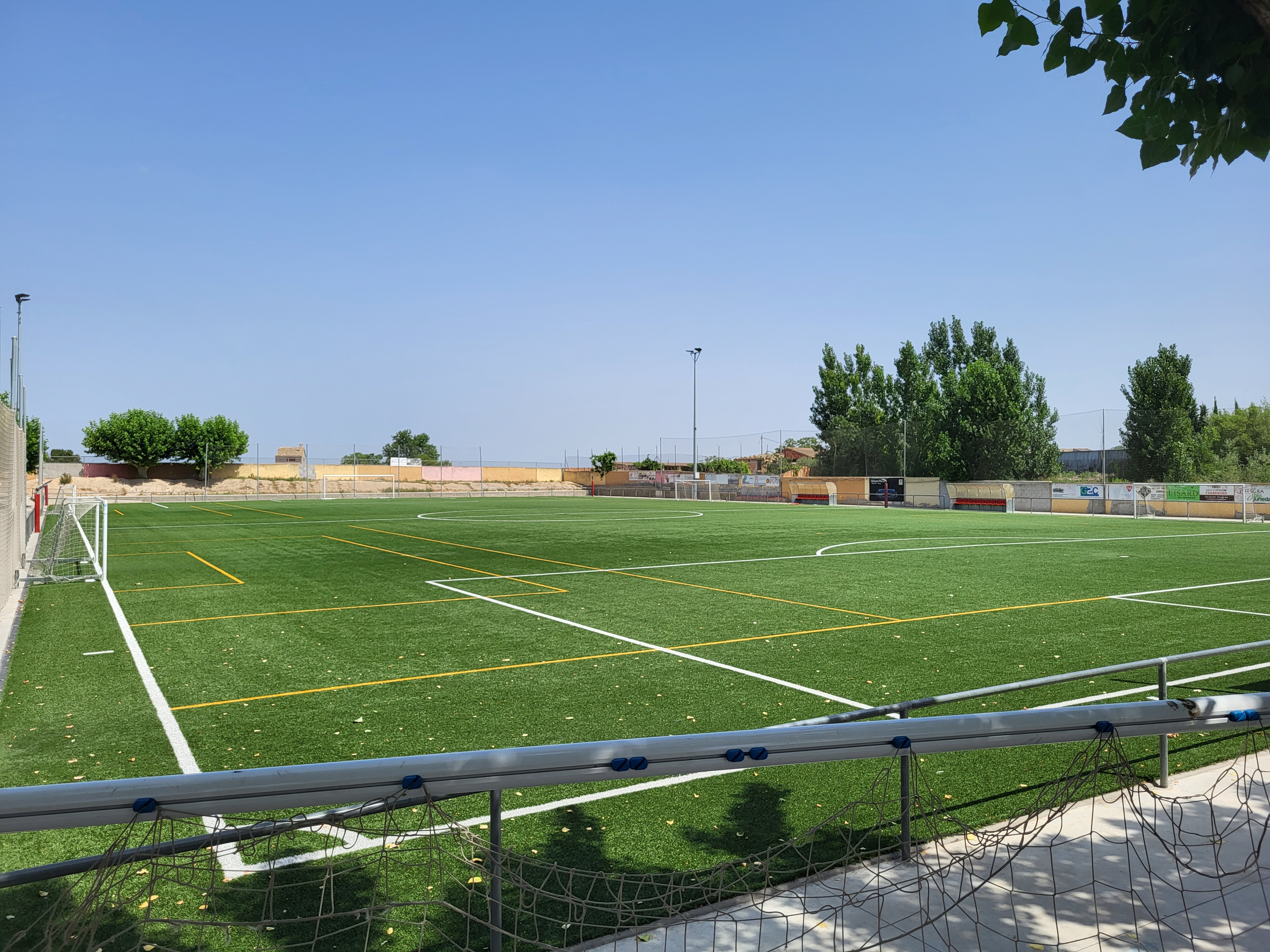
Camp de futbol de Juneda

## Història
Alguns retalls de premsa que es conserven actualment constaten que entre els anys 1912 i 1918 ja es jugava a futbol a la vila de Juneda.
Es té constància que hi havia diversos equips informals que s'anaven entrenant en diverses eres situades al costat dret de la carretera N-240, en direcció a Les Borges Blanques. Amb el pas del temps aquests equips s'unificarien en un sol equip local. Al mes d'abril de 1918 es va jugar un primer partit amistós contra els Maristes de Lleida a les eres del camí de Lleida.
Al mes de juliol de 1921 el club es va constituir com a equip federat, aprofitant el condicionament del camp de les Planes. El Juneda, tot i no estar adscrit a la federació, va ser convidat a disputar diversos partits amistosos de poblacions properes.
Al mes de març de 1923, el CF Juneda es va constituir legalment com a Futbol Club Juneda i va ingressar a la Federació Catalana de Futbol, competint a la Segona Regional.
Durant la pretemporada de 1930 es van disputar dos partits durant la Festa Major de Juneda. El dia 29 d'agost es va jugar un primer partit entre la Penya Molina de Lleida i el Juneda FC, i dos dies després, el 31 d'agost, es van enfrontar el FC Borges i el Juneda FC, que va ser reforçat amb els jugadors del Futbol Club Barcelona Arocha, Guzmán i López.
Després de la Guerra Civil espanyola, i amb la implantació del règim franquista, l'any 1940 el club va ser obligat a seguir les directrius autoritàries del Ministeri d'Educación y Descanso. Arran d'aquest fet el nom del club va canviar i va passar a dir-se Unión Deportiva Juneda. La temporada 1948-1949 el club va recuperar la seva antiga denominació i va tornar a anomenar-se Club Futbol Juneda.
El 7 de maig de 1964, a les cinc de la tarda, es va inaugurar l'actual camp de futbol del Parc Municipal d'Esports de Juneda.
La temporada 1968-1969 el CF Juneda va competir a la Primera Regional, al haver-se proclamat campió de la Segona Regional la temporada anterior. Per primera vegada l'equip va disputar els seus partits contra equips de més enllà de les fronteres provincials. Aquest fet es va repetir durant les temporades 1969-1970, 1970-1971, 1971-1972 i 1975-1976.
El  7 de juny de 1980 s'inaugurà la instal·lació elèctrica al camp de futbol, fet que va permetre a partir d'aquell moment poder-hi jugar partits en horari nocturn. Per celebrar aquest esdeveniment es va convidar el primer equip de la Unió Esportiva Lleida a celebrar un partit amistós, en que el CF Juneda es va acabar imposant per 4 a 3.
Un altre fet destacat va produir-se el dia 30 d'agost de 1980, en el qual el Molt Honorable President de la Generalitat de Catalunya d'aleshores, el senyor Jordi Pujol i Soley, va visitar el Camp d'Esports Municipal, amb motiu del partit de futbol del primer dia de Festa Major de la vila.
La temporada 1990-1991, després de dos anys de parèntesi, el primer equip del club va tornar al panorama futbolístic provincial, competint a la Tercera Regional. Durant aquesta dècada (1990-2000) l'equip va anar escalant categories fins a aconseguir proclamar-se campió de la Primera Regional la temporada 1999-2000. En deu anys el CF Juneda va aconseguir ascendir de Tercera Regional (actualment Quarta Catalana) a Regional Preferent (actualment Primera Catalana) amb una plantilla de jugadors integrada fonamentalment per jugadors formats al futbol base del club. L'equip va competir de nou contra equips d'arreu de Catalunya a la Regional Preferent durant les temporades 2000-2001 i 2002-2003.
El dia 19 de novembre de 2017 es va inaugurar la nova gespa artificial del camp de futbol, en substitució de la gespa natural que s'havia plantat l'any 2010.
Des de l'any 2003 el club competeix en categories territorials de la província de Lleida, actualment a la Segona Catalana (Subgrup 5).

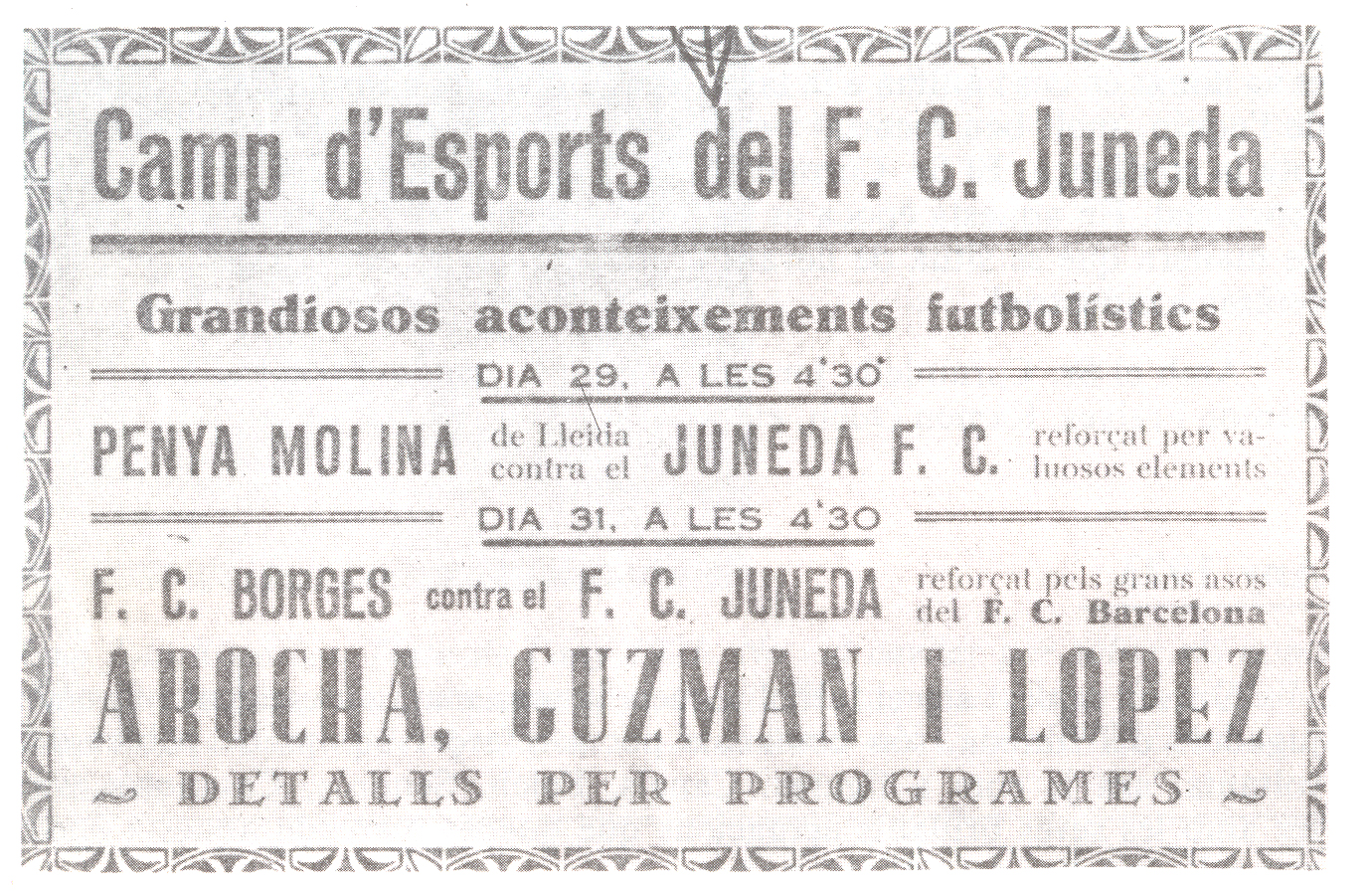
Cartell de Festa Major de 1930
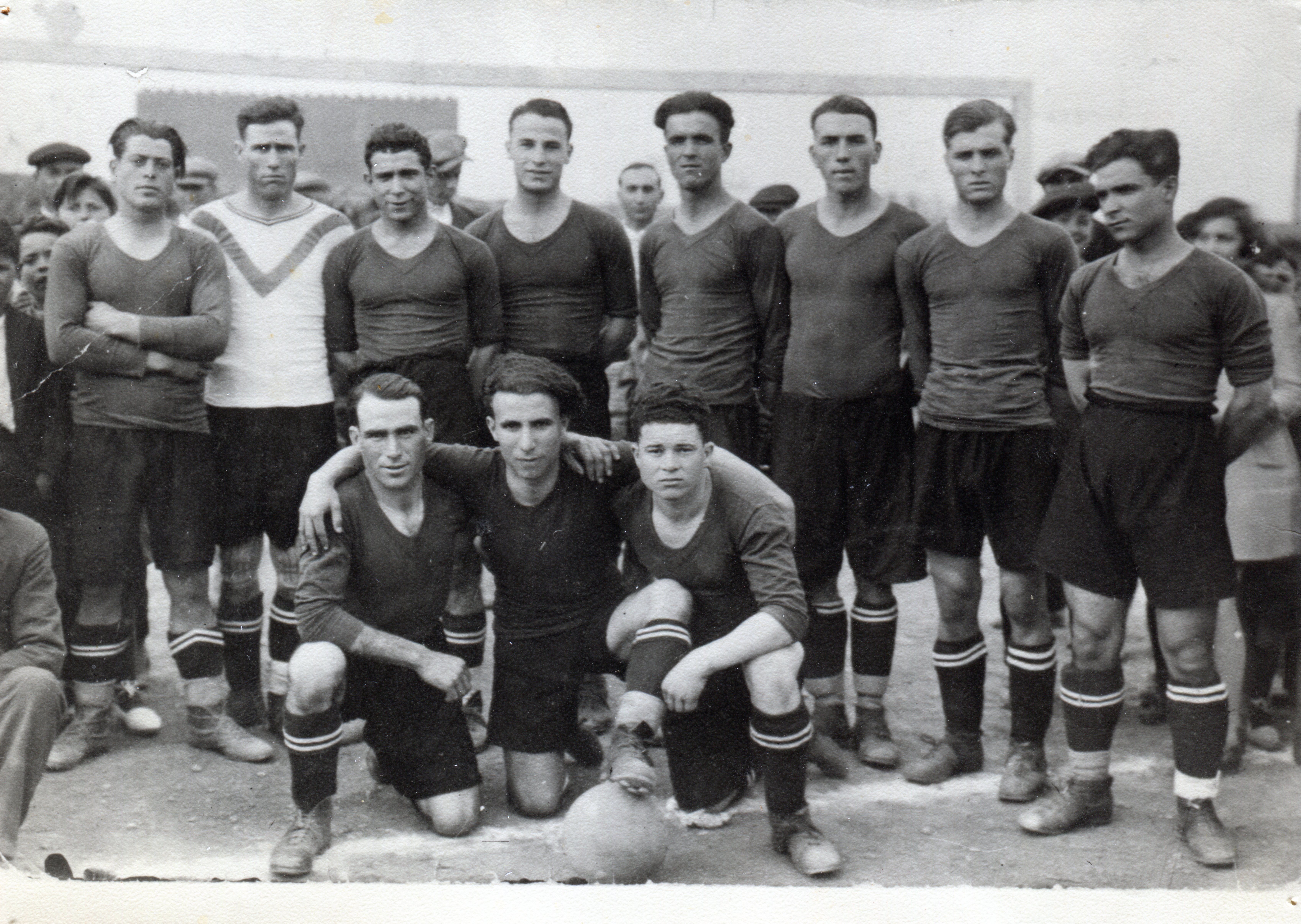
Equip del CF Juneda (12 d'abril de 1931)
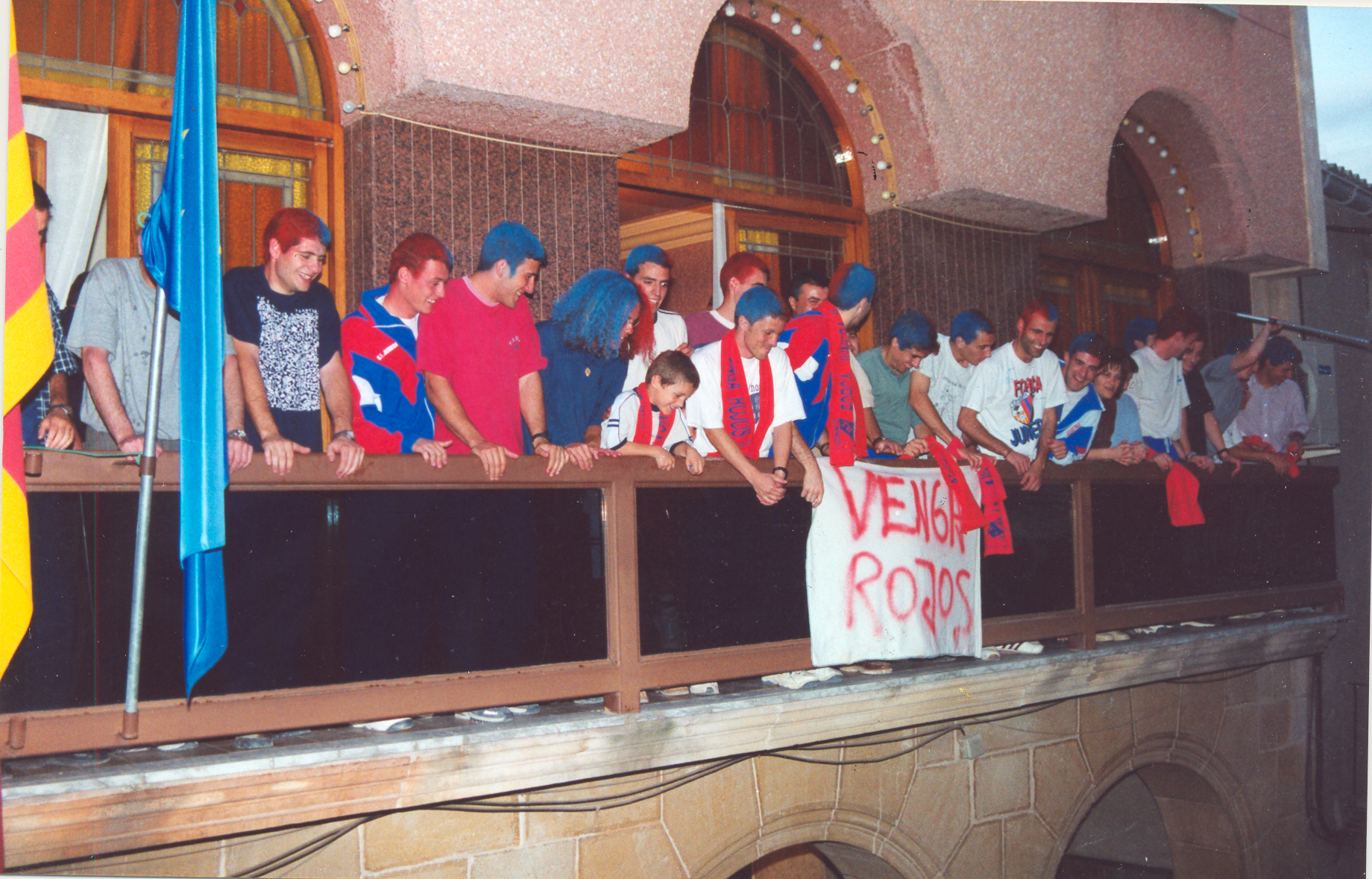
Celebració del títol de lliga de Primera Regional (1999-2000)
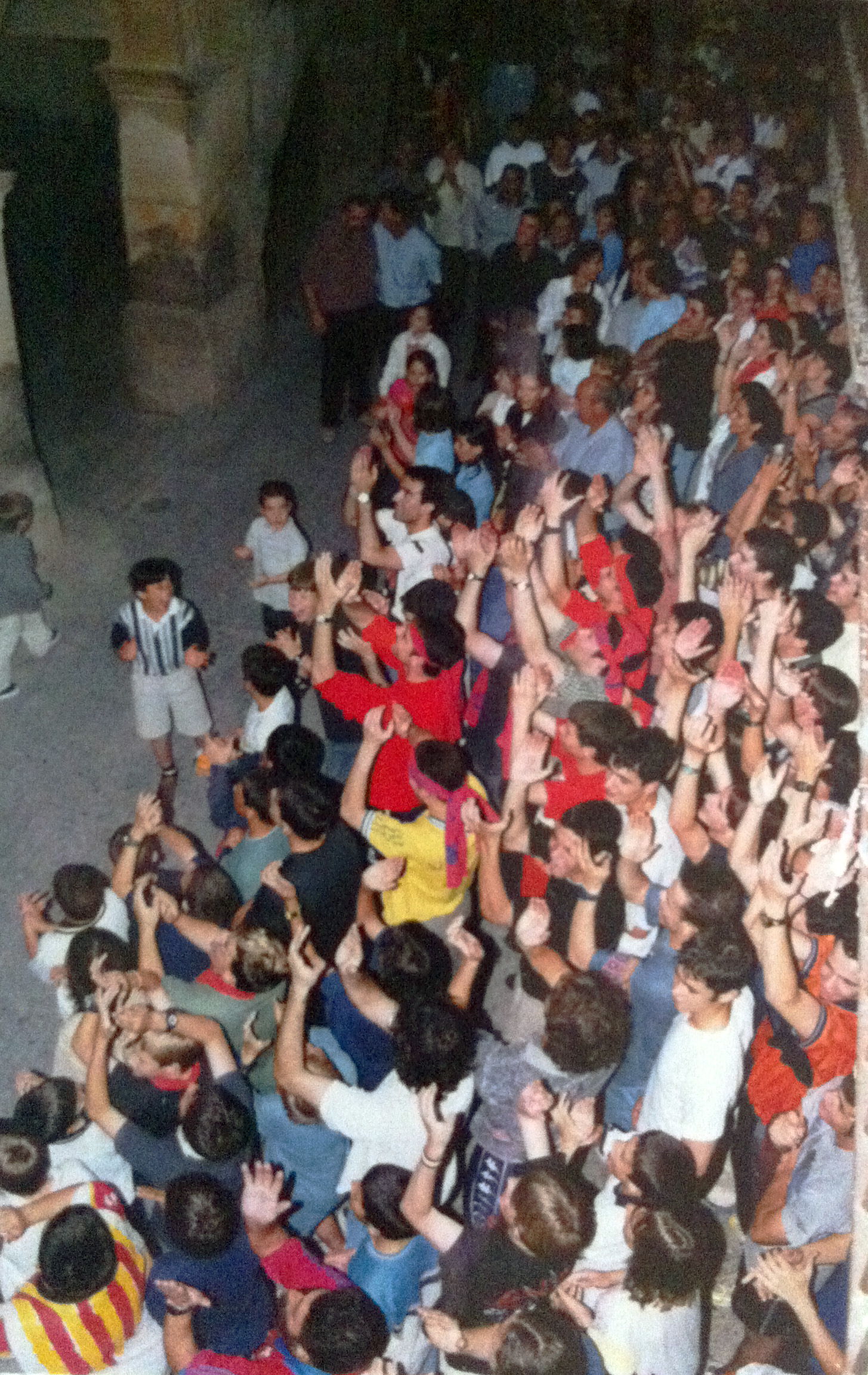
Afició celebrant el títol de lliga de Primera Regional (1999-2000)

## Centenari del club (1918-2018)

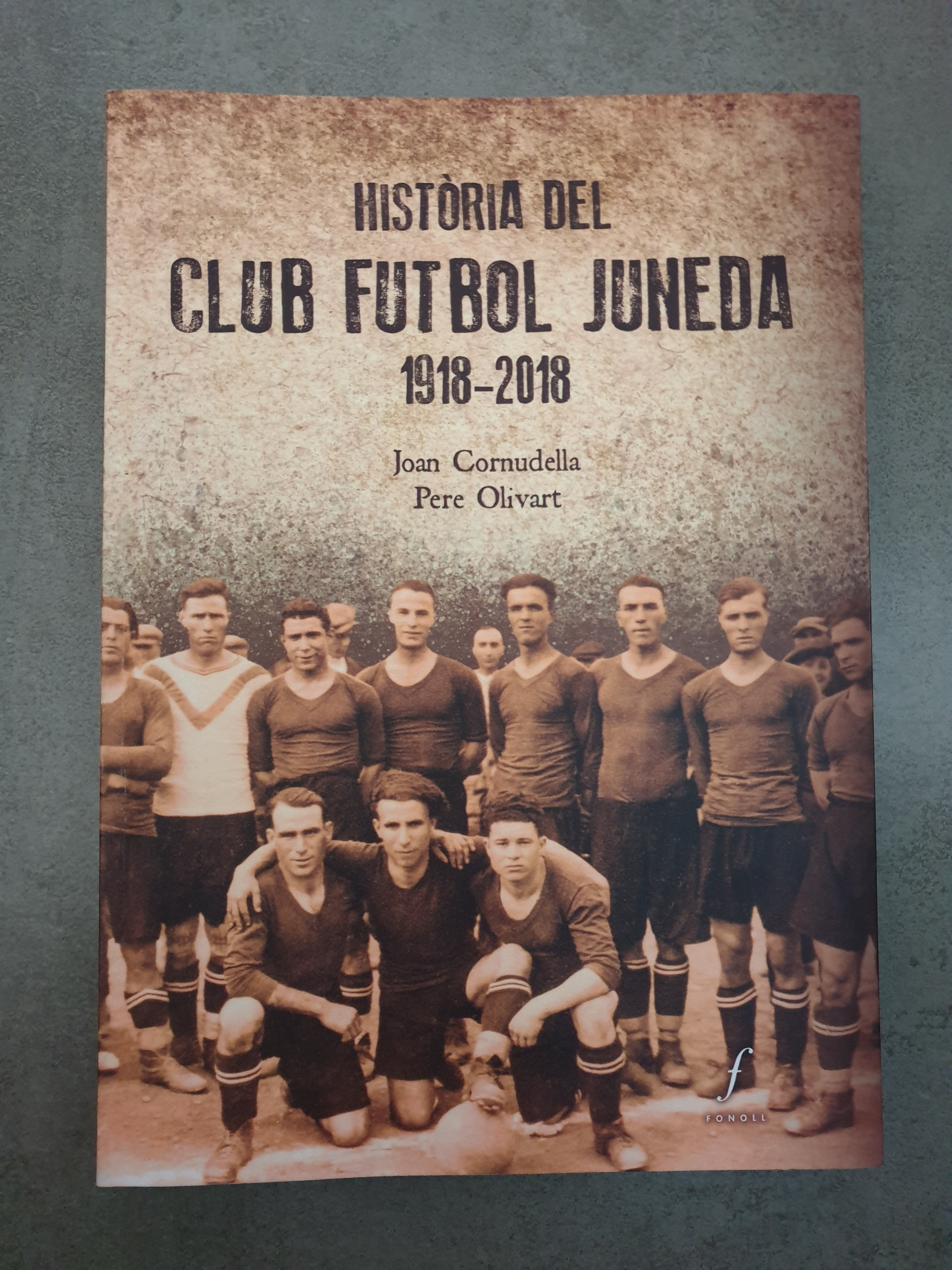
Llibre 'Història del Club Futbol Juneda 1918-2018'

Per celebrar el centenari del CF Juneda es van programar diversos actes per commemorar l'efemèride al llarg de les temporades futbolístiques 2017-2018 i 2018-2019.
Durant el mes de maig de 2018 es van organitzar dues conferències futbolístiques. La primera, el dia 07/05/2018, va ser una taula rodona entre exjugadors junedencs d'elit que van explicar les seves experiències personals i anècdotes en el món del futbol professional. Aquesta xerrada va ser moderada pel periodista esportiu de TV3 Artur Peguera. La segona, el dia 11/05/2018, va ser una ponència del director de La Masia del FC Barcelona d'aleshores, el senyor Carles Folguera, que va explicar als assistents l'estructura, el funcionament, i la metodologia del futbol base del FC Barcelona.
El dia 7 de juliol de 2018 va tenir lloc un altre dels actes centrals de commemoració del centenari. Es van disputar al camp de futbol de Juneda diversos partits de futbol 7 entre exfutbolistes del CF Juneda de diferents èpoques. Acte seguit, es van realitzar diferents actes protocol·laris i d'homenatge, i per finalitzar, es va disputar un partit entre els veterans del CF Juneda i els de l'Agrupació Barça Jugadors, que van comptar a les seves files amb exjugadors de primer nivell com Francesc Xavier Sánchez Jara o Jordi Ferrón i Forné, entre d'altres. El resultat final va ser de 2 a 7 favorable al conjunt blaugrana.
Durant l'estiu de 2018 també es va inaugurar una exposició fotogràfica i documental que repassava els cent anys de la història del club, i es va poder escoltar per primera vegada l'himne del CF Juneda, creat especialment per la celebració del centenari per Josep Rosinach, exjugador del club.
El dia 15 de gener de 2019 el CF Juneda va ser guardonat a la Festa de l'Esport Català, organitzada per la Unió de Federacions Esportives de Catalunya (UFEC) i pel diari Sport, com a entitat esportiva centenària, juntament amb altres clubs esportius d'arreu de Catalunya.
El dia 31 de març de 2019 tingué lloc el darrer acte commemoratiu del centenari del CF Juneda amb la presentació del llibre 'Història del CF Juneda 1918-2018' de la ma dels seus autors, els exjugadors del club Joan Cornudella i Pere Olivart. El llibre repassa la història del club al llarg dels cent anys de la seva història.

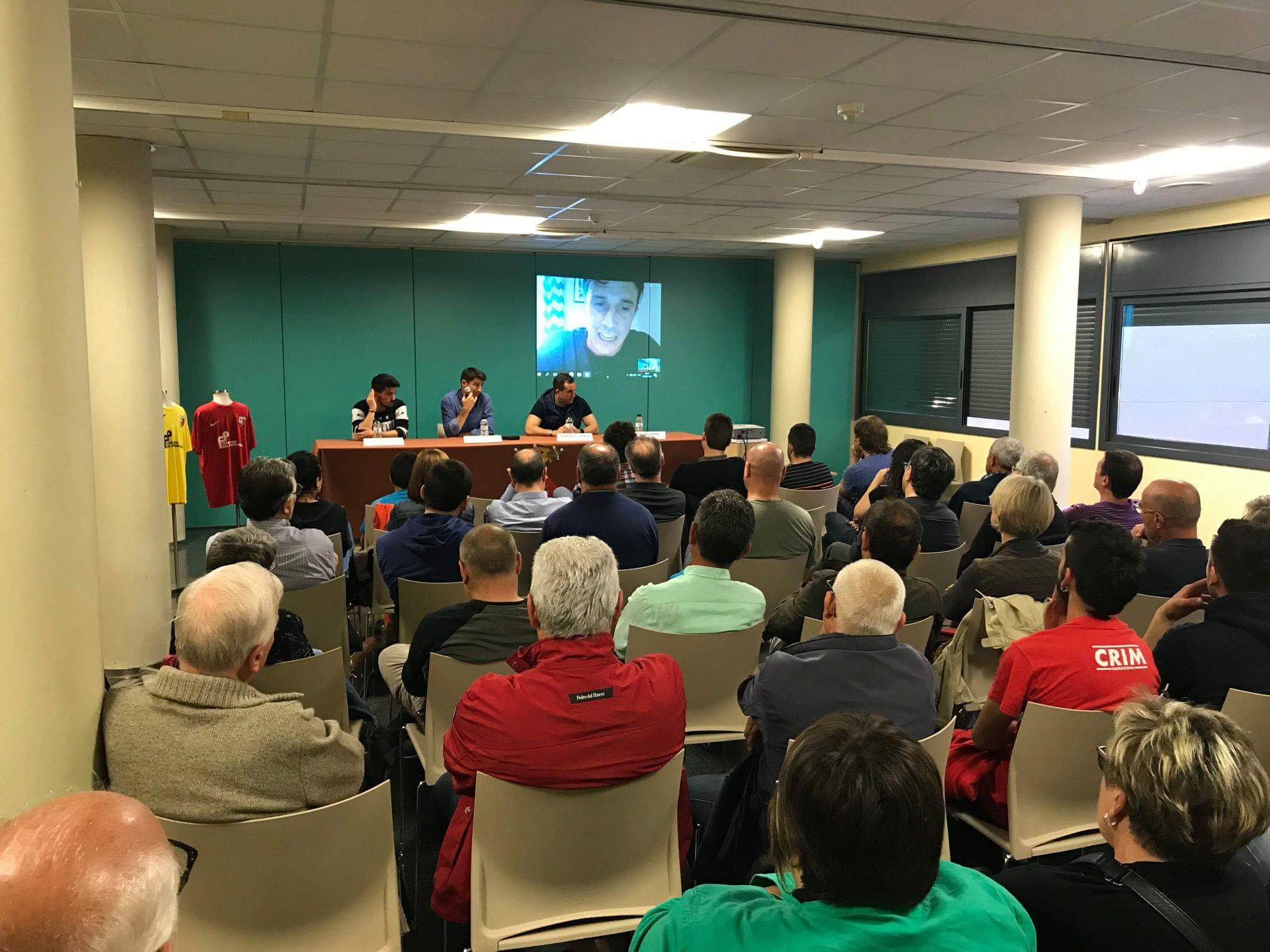
Taula rodona entre exjugadors junedencs d'elit (07-05-2018)
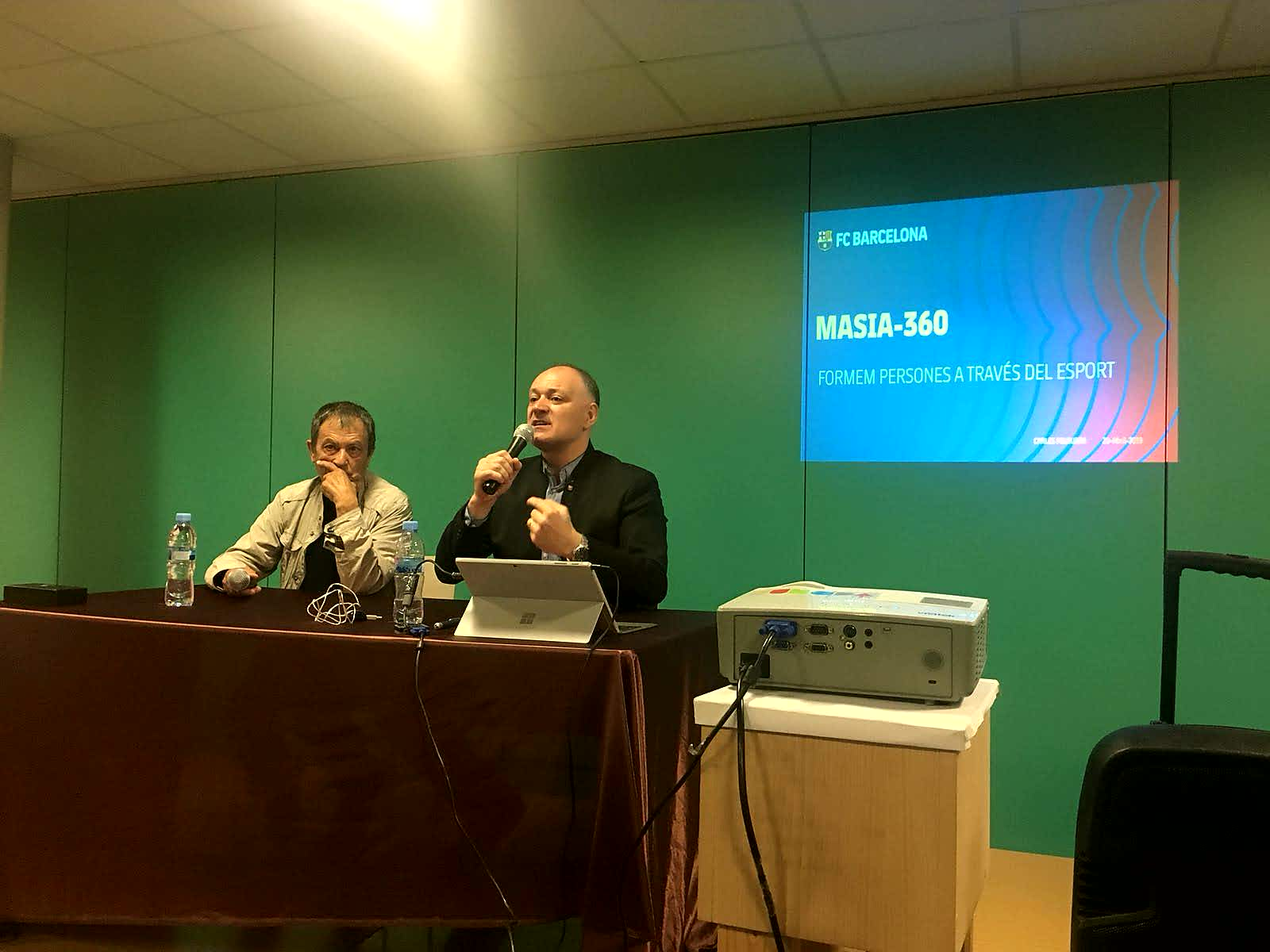
Ponència de Carles Folguera pel centenari del CF Juneda (11-05-2018)
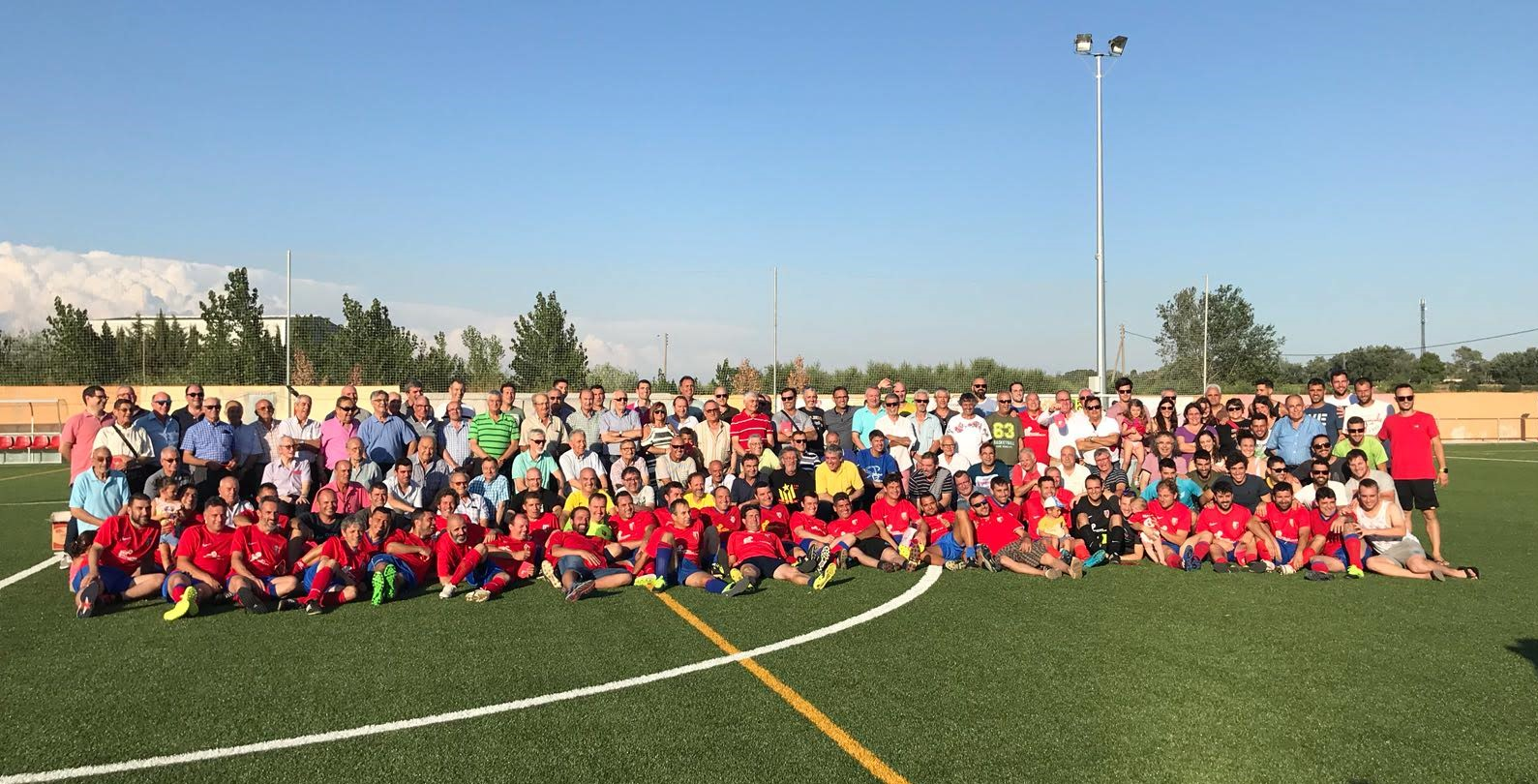
Partit commemoratiu d'exjugadors del CF Juneda per la celebració del centenari (07-07-2018)
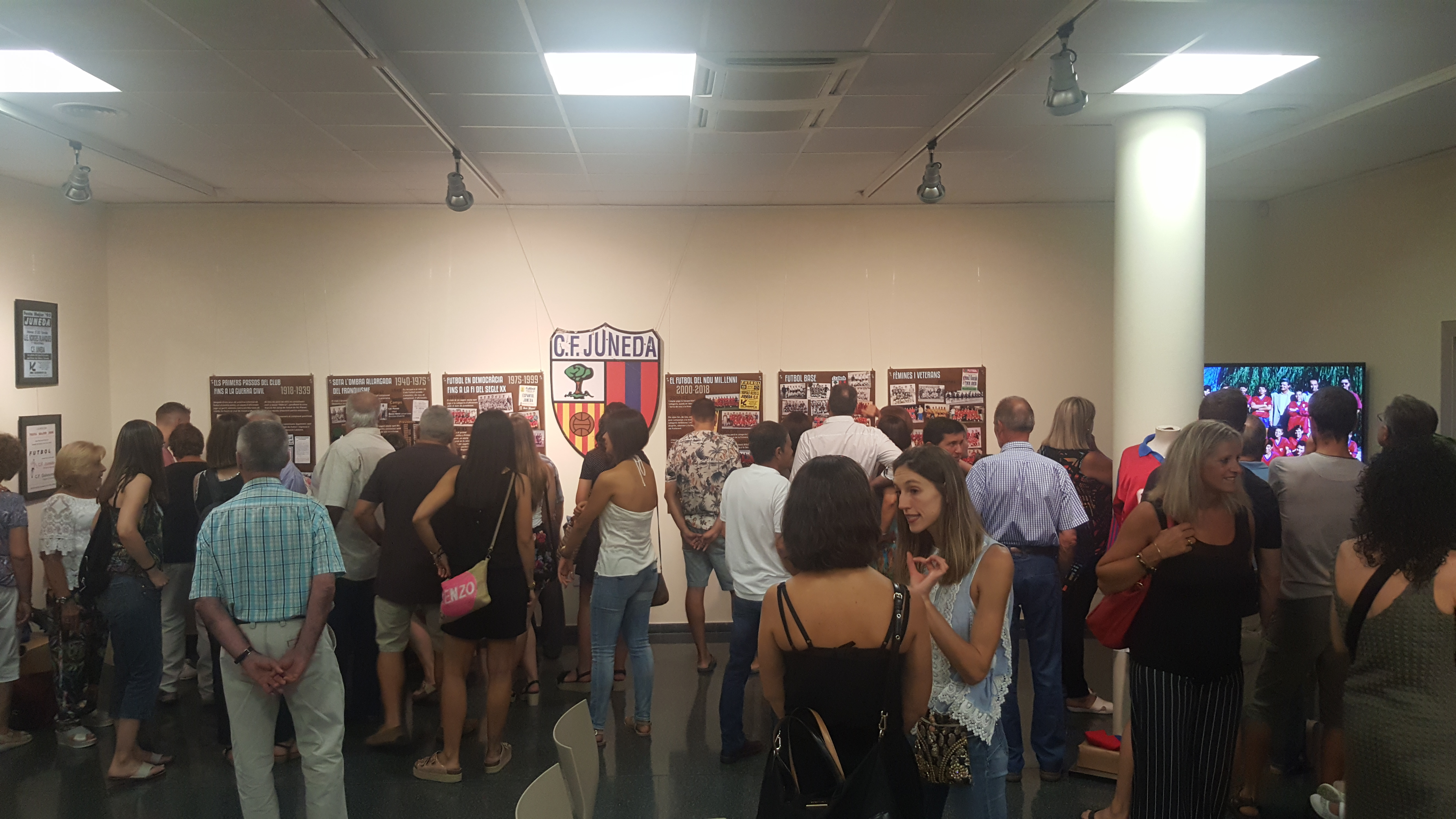
Exposició del centenari del CF Juneda (24-08-2018)